# Der Tod läuft hinterher
Pour plus de détails, voir Fiche technique et Distribution.
Der Tod läuft hinterher (en français, La mort court derrière) est un téléfilm allemand réalisé par Wolfgang Becker, diffusé en 1967.

## Synopsis
Edward Morrison vient d'Amérique du Sud à Londres, pour rendre visite à sa sœur Alice. Mais arrivée chez elle, il trouve une nouvelle locataire, Janet Winters. Elle lui apprend qu'Alice s'est suicidée en se jetant sous un camion. Morrison l'interroge ainsi que des témoins. Le principal témoin oculaire, Sam Hotkins, pense qu'elle a été assassinée. En discutant avec Harry Brenton, son ancien fiancé, Morrisson se fait une meilleure idée. la piste le mène à un bar où il rencontre entre autres, la barmaid Myrna Collins, le propriétaire du bar Gaston, les employés Dan Low et John Evans. Tout le monde semble suspect, une tentative d'assassinat de Dan Low contre Morrison le confirme. Janet Winters est danseuse dans cet établissement, Morrison l'interroge chez elle sans rien apprendre. Morrison, qui est soutenue par Mary, la fille de Sam Hotkins, découvre le corps de Winters assassinée. Soudain le téléphone sonne. Alice dit être à l'autre bout du fil, dans une maison de campagne, elle ne peut pas en dire plus. Avec la police et l'inspecteur Brown, Morrison et Mary Hotkins pensent avoir trouvé cette maison et y rencontrent David Stone. Morrison soupçonne que son épouse Edna a quelque chose à voir avec l'affaire. Elle tient une école de danse dans laquelle Alice a pris des cours. Morrisson part pour Paris, car David Stone est mort au moulin de Garascon. Il y croise de nouveau la bande d'Evans. Encore une fois, il échappe de justesse à une tentative d'assassinat. Après la dénonciation de Donald Rutley, l'oncle de Janet Winters, Morrisson peut finalement découvrir toute la vérité.

## Fiche technique
- Titre : Der Tod läuft hinterher
- Réalisation : Wolfgang Becker assisté d'Ilona Juranyi
- Scénario : Herbert Reinecker
- Musique : Erich Ferstl
- Direction artistique : Wolf Englert (de), Margret Finger
- Costumes : Irms Pauli
- Photographie : Ernst W. Kalinke
- Son : Martin Müller
- Montage : Ingrid Bichler
- Production : Helmut Ringelmann
- Sociétés de production : Intertel
- Société de distribution : ZDF
- Pays d'origine :  Allemagne
- Langue : allemand
- Format : Noir et blanc - 1,33:1 - Mono
- Genre : Policier
- Durée : 211 minutes en trois épisodes
- Dates de diffusion :
  -  Allemagne : 27 décembre 1967.

## Distribution
- Joachim Fuchsberger : Edward Morrison
- Marianne Koch : Mary Hotkins
- Pinkas Braun : John Evans
- Josef Meinrad : Gaston
- Elisabeth Flickenschildt : Edna Stone
- Gisela Uhlen : Myrna Collins
- Marianne Hoppe : Madame Brassac
- Walter Richter : Monsieur Brassac
- Jan Hendriks : Dan Low
- Ernst Fritz Fürbringer : Inspecteur Brown
- Stanislav Ledinek : George
- Reinhard Glemnitz : Piccaud
- Gerd Baltus : Harry Brenton
- Yvonne Monlaur : Janet Winters
- Christiane Schröder : Marylin Stone
- Friedrich Schoenfelder : David Stone
- Wolfgang Engels : Sam Hotkins
- Anneliese Teluren : Frau Hotkins
- Alwy Becker : Alice
- Friedrich Joloff : Donald Rutley
- Wega Jahnke : Une danseuse
- Francisca Tu : Une danseuse
- Yvonne Preuschhoff : Une danseuse
- Gertraud Mittermayr : Une danseuse
- Fritz Schmiedel : Mr. Shelby
- Thomas Astan : Mahmud
- Ann Höling : Mrs. Baker
- Herbert Bötticher : Laurens
- Gisela Dreyer : Jenny
- Fred Haltiner : André
- Monika Zinnenberg : Mme Piccaud
- Alexander Hegarth : Emilio Petrucci
- Otto Stern : Le premier homme dans la tour
- Hans Baur : Le deuxième homme dans la tour
- Johannes Gönczöl : Le troisième homme dans la tour
- Hannes Kaetner : L'homme à vélo
- Martin Lüttge : Le chauffeur accidenté
- Helma Seitz : La secrétaire de l'agence
- Kiki Dee : La chanteuse du bar
- Leila Guiraut : La danseuse du ventre
- Alan Chuntz : L'employé de Stone
- Jean Launay : Le chauffeur de taxi
- Hans Elwenspoek : Le serveur à Paris
- Jean-Pierre Zola : Le chauffeur de taxi parisien